# Едуардо Дуальде
Едуа́рдо Альбе́рто Дуа́льде (ісп. Eduardo Alberto Duhalde, *5 жовтня 1941) — аргентинський політик і юрист. Займав посаду віцепрезидента під час першого строку правління Карлоса Менема. У 2002—2003 роках був президентом Аргентини. Знову балотувався на цей пост 2011 року, але набрав лише 5,86 % голосів.